# Gloydius himalayanus
La vipera dell'Himalaya o vipera dalle fossette dell'Himalaya, Gloydius himalayanus Günther 1864,  è una specie di serpente velenoso appartenente alla famiglia Viperidae.

## Descrizione
La testa è ampia e allungata, con grandi scaglie simmetriche. Un postocular allungata si estende anteriormente a separare l'occhio da sopra labiale . Il dorso è brunastro, screziato o variegato e forma un disegno di segmenti lineari trasversali. Le squame ventrali sono di colore bianco con puntini o macchioline nere e rosse. La lunghezza media di questi serpenti varia è tra i 76 e i 90 cm. È 'l'unico serpente del Pakistan ad avere le fossette (che gli permettono di percepire il calore) tra l'occhio e la narice.

## Distribuzione geografica
Vive lungo le pendici meridionali dell'Himalaya da nord-est del Pakistan, a nord dell'India (Kashmir, Punjab) e Nepal. Avvistamenti nello stato indiano di Sikkim devono essere confermati.

## Habitat
È una specie di serpenti di montagna, vive ad altitudini che vanno dai 2.100 ai 4.900 metri dell'Himalaya occidentale. Si rifugia sotto caste di legname, fessure, rocce, massi, sporgenze, pietre e foglie cadute.